# Alejandro Agustín Domenez
Alejandro Agustín Domenez (Tandil, Provincia de Buenos Aires, Argentina, 25 de febrero de 1987) es un futbolista argentino. Juega de mediocampista y su primer equipo fue Gimnasia y Esgrima La Plata. Actualmente milita en Gimnasia y Esgrima de Concepción del Uruguay del Torneo Federal A.

## Clubes
| Club                        | País      | Año       |
| --------------------------- | --------- | --------- |
| Gimnasia y Esgrima La Plata | Argentina | 2006-2007 |
| Almagro                     | Argentina | 2007      |
| Gimnasia y Esgrima La Plata | Argentina | 2008-2009 |
| Nueva Chicago               | Argentina | 2009-2011 |
| Villa San Carlos            | Argentina | 2011-2012 |
| Sportivo Belgrano           | Argentina | 2012      |
| Gimnasia y Esgrima (CdU)    | Argentina | 2013      |
| San Martín de Tucumán       | Argentina | 2013-2014 |
| Gimnasia y Esgrima (CdU)    | Argentina | 2014-2017 |
| Desamparados de San Juan    | Argentina | 2017-2018 |
| Gimnasia y Esgrima (CdU)    | Argentina | 2018-?    |